# HD52599
HD52599 — хімічно пекулярна зоря спектрального класу
A5 й має видиму зоряну величину в смузі V приблизно  8,5.

## Пекулярний хімічний вміст
Зоряна атмосфера HD52599 має підвищений вміст 
Cr
.